# Interstate 264 (Kentucky)
L'Interstate 264 ou Henry Watterson Expressway ou Shawnee Expressway est une des deux Interstate des États-Unis à porter le numéro 264. Longue de 36,9 km, elle parcourt un arc de cercle autour de la ville de Louisville. La route débute non loin du quartier de Downtown Louisville, à proximité de la I-64, près du Sherman Minton Bridge qui relie l’État de l’Indiana à celui du Kentucky, en traversant la rivière Ohio. La route termine sa course au nord-est de la ville où elle rejoint la I-71. La route possède plus de 20 sorties sur son trajet.
Louisville possède également un autre périphérique de type Interstate highway. Celui-ci se nomme I-265. Alors que le I-264 est un périphérique interne, le I-265 est un périphérique externe.

## Liste des sorties
| Interstate 264    |              |       |       |        |                                                                | |
| Comté             | Municipalité | mi    | km    | Sortie | Intersections / Destinations                                   | Notes |
| Jefferson         | Louisville   | 0,00  | 0,00  | 0A-B   | I-64 / US 150 – Louisville, Lexington, New Albany, Saint-Louis | Terminus ouest, sortie direction ouest, entrée direction est; indiqué sortie 0A (est) et 0B (ouest); sortie 1 de l'I-64 |
| Jefferson         | Louisville   | 0,20  | 0,32  | 1      | Ban Street / Northwestern Parkway                              | Sortie direction est, entrée direction ouest                                                                            |
| Jefferson         | Louisville   | 1,00  | 1,60  | 2      | Muhammad Ali Boulevard / River Park Drive                      | |
| Jefferson         | Louisville   | 2,30  | 3,70  | 3      | Virginia Avenue / Dumesnil Street                              | |
| Jefferson         | Louisville   | 3,50  | 5,60  | 4      | KY 2054 (en) (Algonquin Parkway) / KY 2056 (en) (Bells Lane)   | |
| Jefferson         | Louisville   | 4,70  | 7,60  | 5      | KY 1934 (en) (Cane Run Road) / Ralph Avenue                    | Indiqué sortie 5A (Ralph Avenue, Cane Run Road nord) et 5B (Cane Run Road sud) en direction est                         |
| Jefferson         | Louisville   | 6,90  | 11,10 | 8      | US 31W / US 60 (Dixie Highway) – Fort Knox, Shively            | Indiqué sortie 8A (sud / ouest) et 8B (nord / est)                                                                      |
| Jefferson         | Louisville   | 8,60  | 13,80 | 9      | KY 1865 (en) (Taylor Boulevard)                                | |
| Jefferson         | Louisville   | 9,60  | 15,40 | 10     | KY 1020 (en) (Southern Parkway) / 3rd Street                   | |
| Jefferson         | Louisville   | 10,50 | 16,90 | 11     | Crittenden Drive – Kentucky Exposition Center                  | |
| Jefferson         | Louisville   | 10,80 | 17,40 | 11     | Aéroport international de Louisville                           | |
| Jefferson         | Louisville   | 10,80 | 17,40 | 12     | Kentucky Exposition Center (Freedom Way)                       | Sortie direction ouest via sortie 11                                                                                    |
| Jefferson         | Louisville   | 10,90 | 17,50 | 12     | I-65 / KY 61 (en) – Nashville, Indianapolis                    | Sortie 131A-B de l'I-65                                                                                                 |
| Jefferson         | Louisville   | 12,90 | 20,80 | 14     | KY 864 (en) (Poplar Level Road)                                | |
| Jefferson         | Louisville   | 14,10 | 22,70 | 15     | KY 1703 (en) (Newburg Road)                                    | Indiqué sortie 15A (nord) et 15B (sud) en direction ouest                                                               |
| Jefferson         | Louisville   | 15,10 | 24,30 | 16     | US 31E / US 150 (Bardstown Road)                               | |
| Jefferson         | Louisville   | 16,40 | 26,40 | 17     | KY 155 (en) (Taylorsville Road)                                | Indiqué sortie 17A (sud) et 17B (nord)                                                                                  |
| Jefferson         | Louisville   | 17,20 | 27,70 | 18     | KY 1932 (en) (Breckenridge Lane)                               | Indiqué sortie 18A (sud) et 18B (nord)                                                                                  |
| Jefferson         | Louisville   | 18,40 | 29,60 | 19     | I-64 – Lexington, Louisville                                   | Indiqué sortie 19A (est) et 19B (ouest); sortie 12A-B de l'I-64                                                         |
| Jefferson         | Louisville   | 18,80 | 30,30 | 20     | US 60 (Shelbyville Road) – Middletown, Saint Matthews          | Indiqué sortie 20A (est) et 20B (ouest)                                                                                 |
| Jefferson         | Louisville   | 20,40 | 32,80 | 21     | KY 1447 (en) (Westport Road)                                   | |
| Jefferson         | Louisville   | 21,60 | 34,80 | 22     | US 42 / KY 22 (en) (Brownsboro Road)                           | |
| Jefferson         | Louisville   | 22,40 | 36,00 | 23     | I-71 – Cincinnati, Louisville                                  | Terminus est; sortie direction est, entrée direction ouest; indiqué sortie 23A (nord) et 23B (sud); sortie 5 de l'I-71  |
| - Accès incomplet |              |       |       |        |                                                                | |